# Schroederichthys tenuis
Espèce
Répartition géographique
Statut de conservation UICN

 DD  : Données insuffisantes
Schroederichthys tenuis est une espèce de requins.